# Peribatodes secundaria
Peribatodes secundaria (tên tiếng Anh: Feathered Beauty) là một loài bướm đêm thuộc họ Geometridae. Nó có thể được tìm thấy ở châu Âu.
Sải cánh dài 38–44 mm. Chiều dài cánh trước là 17–20 mm. Con trưởng thành bay làm một đợt from giữa tháng 6 đến giữa tháng 8.
Ấu trùng ăn various coniferous trees, such as the Norway spruce.

## Hình ảnh

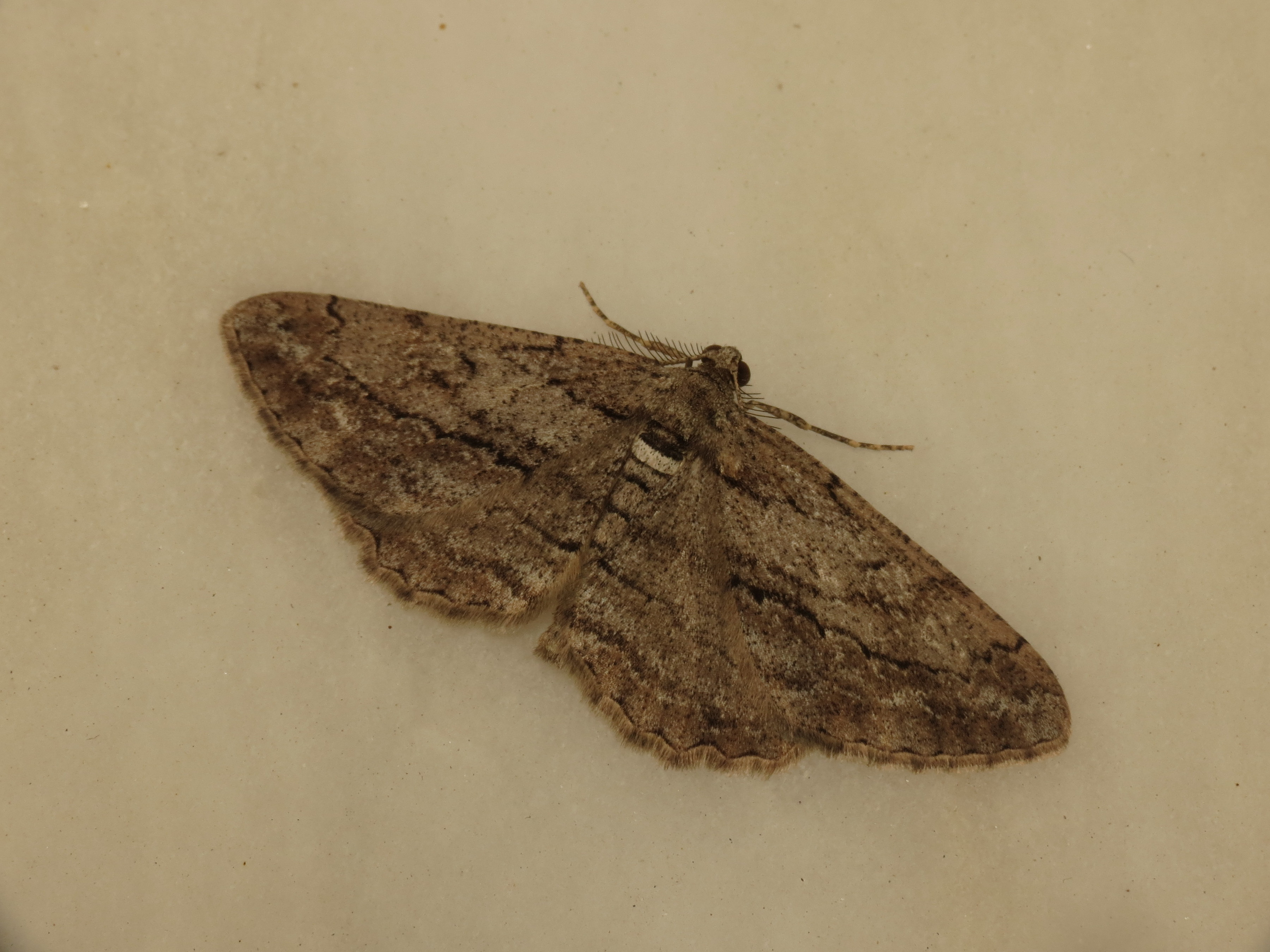
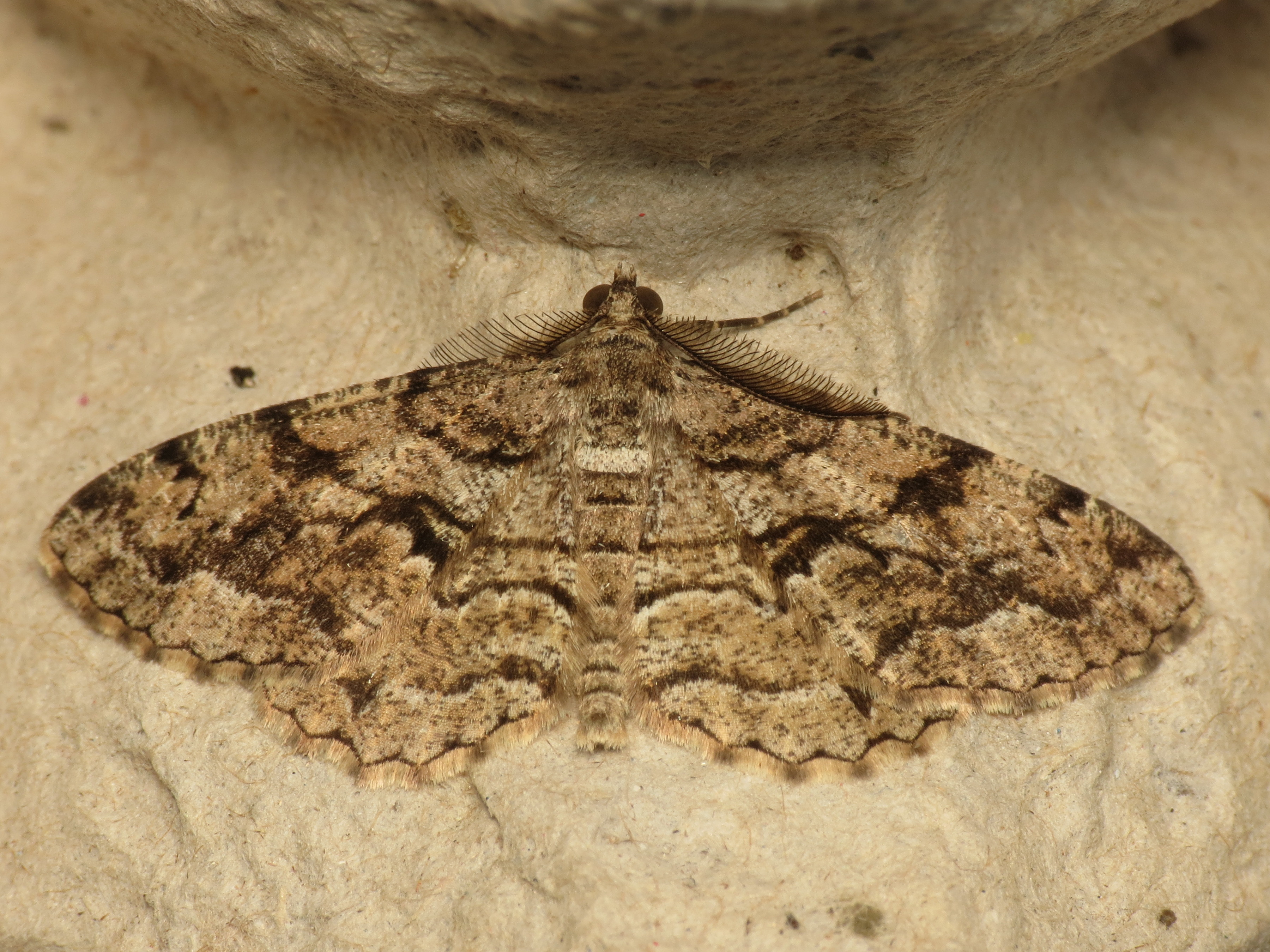
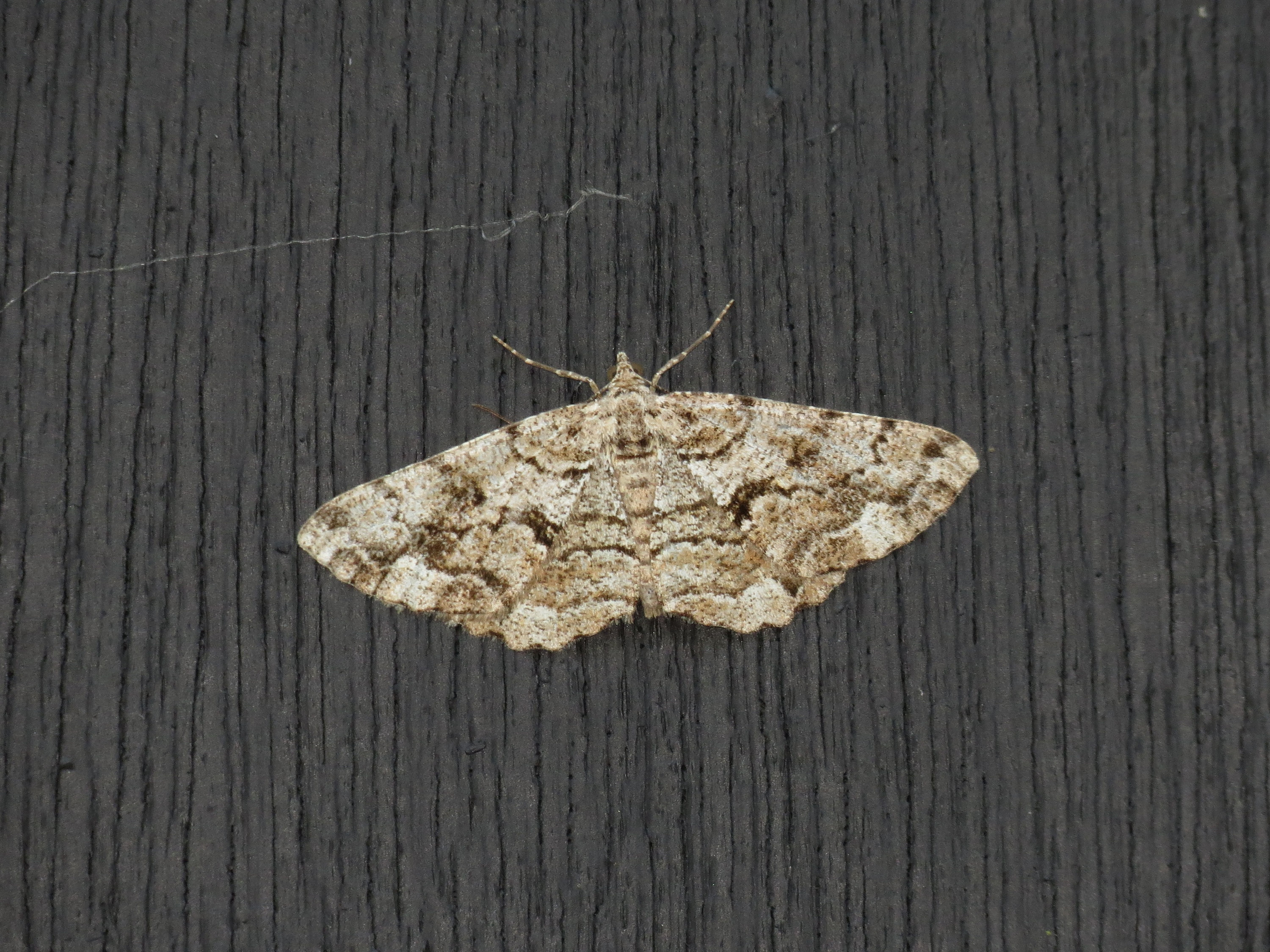
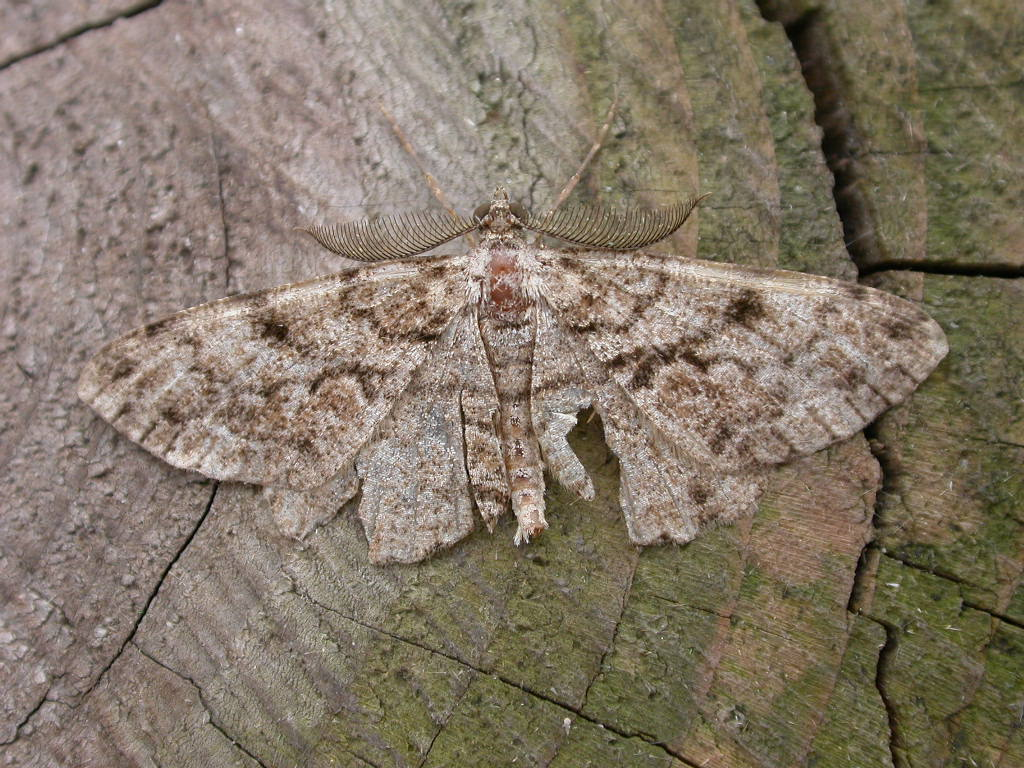